# Mélanie Laurent
Mélanie Laurent (født 21. februar 1983 i Paris) er en fransk skuespillerinde, måske mest kendt for rollen som Shosanna Dreyfus i Quentin Tarantinos Inglourious Basterds fra 2009. Udover at have medvirket i omkring 20 film som skuespiller har Laurent også skrevet og instrueret 2 kortfilm. Den ene, De moins en moins, blev nomineret til prisen for bedste kortfilm ved filmfestivalen i Cannes i 2008.

## Filmografi

### Som skuespiller
| ^År  | Film                               | Rolle                         | Noter |
| ---- | ---------------------------------- | ----------------------------- | --- |
| 1998 | Les Malheurs de Sophie             | Young Madeleine de Fleurville | Tv-serie (1 Episode: "Retour en France") |
| 1999 | Un pont entre deux rives           | Lisbeth                       | |
| 2000 | Route de nuit                      | Francesca                     | Television film |
| 2001 | Ceci est mon corps                 | Clara                         | |
| 2002 | Summer Things                      | Carole                        | |
| 2003 | La Faucheuse                       | Isabelle                      | Short |
| 2003 | Jean Moulin, une affaire française | UngAlice Arguel               | Tv-film |
| 2003 | Snowboarder                        | Célia                         | |
| 2004 | Une vie à t'attendre               | Pige på fabrik                | |
| 2004 | Rice Rhapsody                      | Sabine                        | |
| 2004 | The Last Day                       | Louise                        | |
| 2005 | The Beat That My Heart Skipped     | Minskov's Girlfriend          | |
| 2005 | Les Visages d'Alice                | Alice                         | Kortfilm |
| 2006 | Days of Glory                      | Marguerite                    | |
| 2006 | Dikkenek                           | Natacha                       | Étoiles d'Or for Best Female Newcomer |
| 2006 | Don't Worry, I'm Fine              | Élise "Lili" Tellier          | César Award for Most Promising Actress Lumières Award for Most Promising Actress Étoiles d'Or for Best Female Newcomer Nominated – Globes de Cristal Award for Best Actress Nominated – NRJ Ciné Award for Best Young Talent in a Debut Film |
| 2007 | Hidden Love                        | Sophie                        | |
| 2007 | Le Tueur                           | Stella                        | |
| 2007 | Beluga                             |                               | |
| 2007 | Room of Death                      | Lucie Hennebelle              | Nomineret – Lumières Award for Best Actress |
| 2008 | Paris                              | Laetitia                      | |
| 2008 | Voyage d'affaires                  | Hotel receptionist            | Kortfilm |
| 2009 | Jusqu'à toi                        | Chloé                         | |
| 2009 | Inglourious Basterds               | Shosanna Dreyfus              | Austin Film Critics Association Award for Best Actress Broadcast Film Critics Association Award for Best Cast Online Film Critics Society Award for Best Actress Screen Actors Guild Award for Outstanding Performance by a Cast in a Motion Picture Phoenix Film Critics Society Award for Best Cast San Diego Film Critics Society Award for Best Performance by an Ensemble Nominated – Detroit Film Critics Society Award for Best Supporting Actress Nominated – Detroit Film Critics Society Award for Best Ensemble Nominated – Empire Award for Best Actress Nominated – San Diego Film Critics Society Award for Best Supporting Actress Nominated – Saturn Award for Best Actress Nominated – St. Louis Gateway Film Critics Association Award for Best Supporting Actress |
| 2009 | Le Concert                         | Anne-Marie Jacquet            | |
| 2010 | The Round Up                       | Annette Monod                 | |
| 2011 | Beginners                          | Anna                          | Gotham Awards for Best Ensemble Cast Nominated – San Diego Film Critics Society Award for Best Supporting Actress |
| 2011 | Pollen                             | Narrator                      | |
| 2011 | Requiem for a Killer               | Lucrèce                       | |
| 2011 | The Day I Saw Your Heart           | Justine Dhrey                 | Newport Beach Film Festival for Best Actress |
| 2011 | The Adopted                        | Lisa                          | Also director and writer |
| 2013 | Night Train to Lisbon              | Young Estefania               | |
| 2013 | Now You See Me                     | Alma Dray                     | |
| 2013 | Epic                               | Mary Katherine                | Voice; French dub |
| 2013 | Enemy                              | Mary                          | |
| 2014 | Aloft                              | Jannia Ressmore               | |
| 2015 | Inderst inde                       | Disgust                       | Stemme; fransk dub |
| 2015 | Boomerang                          | Agathe Rey                    | |
| 2015 | By the Sea                         | Lea                           | |
| 2016 | Éternité                           | Mathilde                      | |
| 2016 | Mon nom à Pigalle                  |                               | |
| 2016 | Mike                               | Dr. Bauer                     | |
| 2017 | Mon garçon                         | Marie Blanchard               | |
| 2018 | Operation Finale                   | Hanna                         | |
| 2018 | Return of the Hero                 | Elisabeth Beaugrand           | Nominated – Globes de Cristal Award for Best Actress - Comedy |
| 2018 | Mia and the White Lion             | Alice Owen                    | |
| 2019 | 6 Underground                      | Two                           | |
| 2021 | Oxygen                             | Elizabeth Hansen              | |
| 2021 | The Mad Women's Ball               | Genevieve                     | Også instruktør og manuskriptforfatter |
| 2023 | Murder Mystery 2                   | Claudette                     | |
| 2023 | Wingwomen                          | Carole                        | Også instruktør og manuskriptforfatter |

### Som filmskaber
| År   | Titel             | Krediteret som | Krediteret som      | Noter                                                                                                  |
| År   | Titel             | Instruktør     | Manuskriptforfatter | Noter                                                                                                  |
| ---- | ----------------- | -------------- | ------------------- | --- |
| 2008 | De moins en moins | Ja             | Ja                  | Kortfilm Nomineret– 2008 Cannes Film Festival - Short Film Palme d'Or                                  |
| 2008 | X Femmes          | Ja             | Ja                  | Kortfilm (søson 1, episode 6)                                                                          |
| 2012 | Surpêche          | Ja             | Ja                  | Kortfilm dokumentar (også cinematographer, editor and producer)                                        |
| 2014 | Breathe           | Ja             | Ja                  | Nominated – Stockholm International Film Festival - Bronze Horse for Best Film                         |
| 2015 | Tomorrow          | Ja             | Nej                 | Documentary film César Award for Best Documentary Film Nominated – Lumières Award for Best Documentary |
| 2017 | Plonger           | Ja             | Ja                  | |
| 2018 | Galveston         | Ja             | Nej                 | |